# Arnold Schwede
Arnold Schwede (* 31. Juli 1937 in Königsberg; † 9. Januar 2020 in Paderborn) war ein deutscher Ingenieur, Numismatiker und Buchautor. Er lebte und arbeitete in Paderborn.
Beruflich war er als Vermessungsingenieur für den Straßenbau in Ostwestfalen beim Landschaftsverband Westfalen-Lippe tätig. Seine als Sammler Paderborner Münzen erworbenen numismatischen Kenntnisse publizierte er in Vorträgen, landesgeschichtlichen Zeitschriften und Monografien.
Seit 1983 war Schwede als „Münzwart“ Vorstandsmitglied des Vereins für Geschichte und Altertumskunde Westfalens, Abt. Paderborn („Altertumsverein“) und publizierte 2000 dessen Münzsammlung.
Er beriet die damalige Volksbank Paderborn bei Ergänzung, Publikation und Ausstellung ihrer Münzsammlung. Nach seiner Pensionierung widmete er sich verstärkt der wissenschaftlichen Numismatik und verfasste, bei seinen Forschungsreisen unterstützt durch die Volksbank, zunächst die Münzgeschichten des Hochstifts Paderborn (2004) und des Stifts Corvey (2007). Es folgten weitere Grundlagenwerke zu den neuzeitlichen Münzen der Grafschaft Rietberg, der Stadt Marsberg und der Grafschaft Lippe.

## Auszeichnungen
Arnold Schwede wurde 2007 mit dem Eligiuspreis der Deutschen Numismatischen Gesellschaft geehrt, insbesondere für sein „großes Korpuswerk über die Paderborner Münz- und Geldgeschichte der Neuzeit“.

## Schriften (Auswahl)
- Der heilige Liborius auf Münzen und Medaillen (Katalog zur Ausstellung der Volksbank Paderborn im Juli 1999). Volksbank Paderborn, Paderborn 1999.
- Das Münzwesen im Hochstift Paderborn 1566–1803 (= Studien und Quellen zur Westfälischen Geschichte. 49 = Veröffentlichungen der Historischen Kommission für Westfalen. 11: Arbeiten zur Geld- und Münzgeschichte Westfalens. 2). Bonifatius, Paderborn 2004, ISBN 3-89710-270-6.
- Medaillen, Plaketten und Abzeichen aus dem Paderborner und Corveyer Land bis 1945 (= Heimatkundliche Schriftenreihe. 36). Volksbank Paderborn-Höxter, Paderborn u. a. 2005, ISBN 3-9810556-0-8.
- Medaillen, Plaketten und Abzeichen aus dem Paderborner und Corveyer Land von 1946 bis 2010 (mit Ergänzungen bis 1945) (= Heimatkundliche Schriftenreihe. 42). Volksbank Paderborn-Höxter, Paderborn u. a. 2013.
- mit Peter Ilisch: Das Münzwesen im Stift Corvey 1541–1794 (= Studien und Quellen zur Westfälischen Geschichte. 58 = Veröffentlichungen der Historischen Kommission für Westfalen. 11: Arbeiten zur Geld- und Münzgeschichte Westfalens. 3). Bonifatius, Paderborn 2007, ISBN 978-3-89710-382-5.
- Das Münzwesen in der Reichsgrafschaft Rietberg (= Studien und Quellen zur Westfälischen Geschichte. 70 = Veröffentlichungen der Historischen Kommission für Westfalen. NF 6). Bonifatius, Paderborn 2012, ISBN 978-3-89710-517-1.
- Das Marsberger Münzwesen in der Neuzeit (1605–1650) (= Studien und Quellen zur Westfälischen Geschichte. 78 = Veröffentlichungen der Historischen Kommission für Westfalen. NF 29). Bonifatius, Paderborn 2015, ISBN 978-3-89710-640-6.
- mit Heinrich Ihl: Das Münzwesen der Grafen und Fürsten zur Lippe 1528–1913 (= Studien und Quellen zur Westfälischen Geschichte. 79 = Veröffentlichungen der Historischen Kommission für Westfalen. NF 27). 2 Bände. Bonifatius, Paderborn 2016, ISBN 978-3-89710-641-3.